# Geigerov brojač
Geigerov brojač ili Geiger-Müllerovo brojilo je naprava ili mjerni instrument za otkrivanje ili detekciju ionizirajućega zračenja (radioaktivnost), odnosno brojenje prolaska ionizirajućih čestica ili fotona. Najčešća je izvedba brojila u obliku metalne cijevi ili staklene cijevi s metalnom oblogom, koja ujedno ima ulogu katode. Anoda je tanka metalna žica koja prolazi kroz os cijevi. Elektrode su spojene na visoki električni napon (oko 1 000 V), a cijev je ispunjena smjesom plemenitoga plina (na primjer argona ili neona). U trenutku kada ionizirajuća čestica ili foton u prolazu kroz brojilo ionizira plin, produkti ionizacije (pozitivni ioni i elektroni) razdvajaju se pod djelovanjem električnoga polja. Ioni se ubrzano gibaju prema katodi, a elektroni prema anodi i pritom u plinu uzrokuju daljnju, lančanu ionizaciju. Time se nakratko zatvara strujni krug i na otporniku u vanjskome dijelu kruga nastaje naponski impuls. Ti se impulsi odbrojavaju u elektroničkom brojilu, koje često ima i mali zvučnik za zvučnu indikaciju zračenja. U takozvanome mrtvome vremenu, dok je plin ioniziran, brojilo ne može indicirati novo zračenje. Stoga se za prekidanje (gašenje) daljnje ionizacije i stalnog izboja u cijev dodaju i male količine drugih plinova ili para. Važno je svojstvo brojila učinkovitost, to jest omjer broja indiciranih i ulaznih čestica ili fotona. Geiger-Müllerovo brojilo može služiti i za detekciju neutrona, premda oni, električki neutralni, ne uzrokuju ionizaciju. Međutim, neutroni mogu uzrokovati sekundarnu ionizaciju, i to oslobađanjem alfa-čestica u nuklearnoj reakciji s elementom borom, pa u tu svrhu cijev brojila treba sadržavati plinoviti borov trifluorid. Geigerov brojač se koristi za otkrivanje i mjerenje radioaktivnog zračenja te se rutinski primjenjuje za mjerenje stupnja ozračenosti iz bilo kojeg izvora: nuklearnih elektrana, istraživačkih laboratorija ili atmosfere. Budući da jako nuklearno zračenje predstavlja opasnost po život, neobično su važne pouzdane i brze detekcije nuklearnog zračenja. Tome služi Geigerov brojač koji je ostao uglavnom nepromijenjen otkako je prvi puta izumljen.

## Povijest
Geigerov brojač je 1910. izumio mladi i daroviti njemački fizičar Hans Geiger koji je s kolegom Rutherfordom radio na britanskom Sveučilištu u Manchesteru. U to vrijeme Rutherford i njegovi suradnici radili su na proučavanju alfa-čestica koje su u stvari jezgre helija. Njih je osobito zanimala mogućnost brojenja pojedinih alfa-čestica.

## Način rada
Prvobitni instrument za brojenje alfa-čestica sastojao se od fine tanke žice nabijene visokom napetošću, a prolazila je središtem valjka iz kojeg je bio gotovo isisan zrak. Kada su alfa-čestice prolazile razrijeđenim plinom, u valjku su uzrokovale nabijanje čestica plina. Taj proces naziva se ionizacija.
Slijedilo je kratkotrajno opadanje električnog napona a impuls struje pobuđen svakom pojedinom alfa-česticom mogao se opaziti na brojčaniku. Danas se to ponekad čuje kao "klik" na zvučniku brojača.
Geigerov brojač može razlikovati alfa-čestice od ostalih vrsta radijacije - beta i gama zraka (putem snižavanja napetosti tanke žice u valjku). Stoga je vrlo jednostavno otkriti koju vrstu radioaktivnosti zrači pojedini radioizotop i kolika je njezina energija. Vrlo jednostavna inačica Geigerova brojača je dozimetar kojem nisu potrebni elektronički uređaji Geigerova brojača. On je veličine i oblika obične olovke te ga koriste zaposlenici koji rade pokraj radioaktivnih izvora. Dozimetar služi za grubo mjerenje radioaktivnog zračenja oko njih.